# Інтегрування з заміною змінної
Інтегрування з заміною змінної — спосіб знаходження інтеграла, що є аналогом знаходження похідної складеної функції в диференціальному численні.

### Для визначеного інтеграла
Якщо {\displaystyle g:[a,b]\to I} — диференційовна функція з неперервною похідною, де {\displaystyle I\subset \mathbb {R} } — інтервал; а також {\displaystyle f:I\to \mathbb {R} } — неперервна функція. Тоді:
{\displaystyle \int _{a}^{b}f(g(x))\cdot g'(x)\,dx=\int _{g(a)}^{g(b)}f(u)\ du.}
Для нової змінної {\displaystyle u=g(x)} обчислимо похідну: 
{\displaystyle {\frac {du}{dx}}=g'(x)}.
Тоді новим диференціалом буде:
{\displaystyle du=g'(x)\,dx}.

## Приклади

#### Приклад 1
Обчислити {\textstyle \int (2x^{3}+1)^{7}(x^{2})\,dx.}
Введемо нову змінну {\displaystyle u=2x^{3}+1.} Тоді {\displaystyle {\frac {du}{dx}}=6x^{2}} та {\displaystyle du=6x^{2}\,dx.}
Це значно спрощує інтеграл: 
{\displaystyle \int (2x^{3}+1)^{7}(x^{2})\,dx={\frac {1}{6}}\int \underbrace {(2x^{3}+1)^{7}} _{u^{7}}\underbrace {(6x^{2})\,dx} _{du}={\frac {1}{6}}\int u^{7}\,du={\frac {1}{6}}\left({\frac {1}{8}}u^{8}\right)+C={\frac {1}{48}}(2x^{3}+1)^{8}+C,}
де {\displaystyle C} довільна стала інтегрування.

#### Приклад 2
Обчислити
{\displaystyle \int x\cos(x^{2}+1)\ dx}.
Введемо нову змінну {\displaystyle u=x^{2}+1} і отримаємо {\displaystyle du=2x\ dx} чи {\displaystyle x\ dx={\frac {1}{2}}\ du}. Тому:
{\displaystyle \int x\cos(x^{2}+1)\,dx={\frac {1}{2}}\int 2x\cos(x^{2}+1)\,dx={\frac {1}{2}}\int \cos u\,du={\frac {1}{2}}\sin u+C={\frac {1}{2}}\sin(x^{2}+1)+C,}
де {\displaystyle C} довільна стала інтегрування.

#### Приклад 3: Первісні тангенса і котангенса
Знайти первісну функції {\displaystyle \operatorname {tg} x={\tfrac {\sin x}{\cos x}}}.
Введемо нову змінну {\displaystyle u=\cos x}, обчислимо її диференціал {\displaystyle du=-\sin x\,dx} і отримаємо:
{\displaystyle \int \operatorname {tg} x\,dx=\int {\frac {\sin x}{\cos x}}\,dx=\int -{\frac {du}{u}}=-\ln \left|u\right|+C=-\ln \left|\cos x\right|+C.}
Аналогічно знайдемо первісну {\displaystyle \operatorname {ctg} x={\tfrac {\cos x}{\sin x}}}.
Введемо нову змінну {\displaystyle u=\sin {x},du=\cos {x}\,dx}:
{\displaystyle \int \cot x\,dx=\int {\frac {\cos x}{\sin x}}\,dx=\int {\frac {du}{u}}=\ln \left|u\right|+C=\ln \left|\sin x\right|+C.}

#### Приклад 4: Визначений інтеграл
Обчислити
{\displaystyle \int _{0}^{2}{\frac {x}{\sqrt {x^{2}+1}}}dx}.
Введемо нову змінну {\displaystyle u=x^{2}+1}, обчислимо {\displaystyle du=2x\ dx}, тобто {\displaystyle x\ dx={\frac {1}{2}}\ du.} Тоді:
{\displaystyle \int _{x=0}^{x=2}{\frac {x}{\sqrt {x^{2}+1}}}\ dx={\frac {1}{2}}\int _{u=1}^{u=5}{\frac {du}{\sqrt {u}}}={\frac {1}{2}}\left(2{\sqrt {5}}-2{\sqrt {1}}\right)={\sqrt {5}}-1.}
Оскільки нижню межу {\displaystyle x=0} замінили на {\displaystyle u=1,} а верхню {\displaystyle x=2} на {\displaystyle 2^{2}+1=5,} то зворотня заміна на {\displaystyle x} непотрібна.